# Eremobates ctenidiellus
Eremobates ctenidiellus är en spindeldjursart som beskrevs av Muma 1951. Eremobates ctenidiellus ingår i släktet Eremobates och familjen Eremobatidae. Inga underarter finns listade i Catalogue of Life.